# Vasegus
Vasegus ist der Name einer keltischen Gottheit. Er wurde ein einziges Mal auf einer Inschrift in der Nähe von Coimbra (Portugal) in der römischen Provinz Lusitania vorgefunden. Diese Inschrift trägt den Text:
B(ene) mer(enti) / Vasega / Mari/nianu/s anim/o lebe(n)s(!) / s(olvit) pono / mer(ito) / ma(xime)
Eine Interpretatio Romana mit Mercurius wird laut Hermann Steuding von Emil Hübner angenommen, der – wahrscheinlich fälschlich – D/MER statt B/MER liest und als Deus Mercurius interpretiert. Steuding selbst kürzt den Namen irrtümlich (?) auf Bmervasegus zusammen.